# دیدیه سیکس
دیدیه سیس (به فرانسوی: Didier Six) بازیکن فوتبال و هافبک اهل فرانسه است که از سال ۱۹۷۶ تا ۱۹۸۴ میلادی عضو تیم ملی فوتبال فرانسه بوده‌است. وی در ۵۲ بازی ملی حضور داشته است و در بازی‌های ملی‌اش ۱۳ گل به ثمر رساند.
از تیم‌هایی که در آن بازی کرده است می‌توان به باشگاه فوتبال اشتوتگارت اشاره کرد.